# Quelli dell'accademia militare
Quelli dell'accademia militare (Weekend Warriors) è un film comico del 1986 diretto da Bert Convy e conosciuto anche con i titoli internazionali Hollywood Air Force e Crazy Airforce.

## Trama
Hollywood. Nel 1961 un gruppo di ragazzi, per evitare il servizio militare effettivo, si arruola come volontario nella Guardia Nazionale dove è richiesta la disponibilità solamente durante i weekend. Vista però la loro inefficienza e la loro indisciplina vengono presi di mira da un deputato che per punizione li vorrebbe spedire in una base sperduta oppure addirittura a combattere sul fronte. A questo punto, sentendosi minacciati, il gruppo di ragazzi si organizza (architettando diabolici scherzi) per evitare il peggio e mettere fuori gioco il "nemico".

## Promozione
- I manifesti e le locandine utilizzate per la promozione del film all'epoca della sua diffusione nelle sale cinematografiche italiane sono state curate dall'illustratore Enzo Sciotti.
- "Erano pronti a tutto... meno che a combattere." è la tagline usata per promuovere il film.[1]

## Accoglienza

### Critica
In un articolo pubblicato sul quotidiano Stampa Sera (all'epoca dell'uscita del film nelle sale cinematografiche) il regista Bert Convy viene "invitato" a guardare più volte M*A*S*H di Robert Altman per capire cosa significhi fare satira sull'ambiente militare. Viene anche criticata la dozzinalità, la prevedibilità e il ricorso a battute poco originali.